# San Bernardo, Guanajuato
San Bernardo är en ort i Mexiko.   Den ligger i kommunen Salamanca och delstaten Guanajuato, i den centrala delen av landet, 240 km nordväst om huvudstaden Mexico City. San Bernardo ligger 1 721 meter över havet och antalet invånare är 1 377.
Terrängen runt San Bernardo är en högslätt. Runt San Bernardo är det ganska tätbefolkat, med 149 invånare per kvadratkilometer. Närmaste större samhälle är Salamanca, 14,6 km nordväst om San Bernardo. Trakten runt San Bernardo består till största delen av jordbruksmark.